# 元子思
元子思（？—537年），字众念。河南郡洛阳县（今河南省洛阳市东）人，追尊魏平文帝拓跋郁律的后裔，北魏宗室、官员。
元子思是元子华之弟，元苌之子。元子思性格刚暴，以忠烈自许。元天穆当朝秉政时，元子思以亲从被他推荐为御史中尉。曾上疏论述尚书条奏等事项，因元天穆反对而未果。元颢战败后，元子思被魏孝庄帝封安定县子。534年九月十三日，北魏的丞相高欢派了行台仆射元子思带领侍官迎接魏孝武帝。魏孝静帝即位，元子思为侍中。537年，元子思与元子华通使关西，谋降西魏，事情泄露，二人一并被高欢赐死。
元子思的宅邸在邺城（今河北省临漳县西南）中，称为元子思坊。北齐时一个候选官叫鲁漫汉，自己说身份低贱，杨愔不认识他。杨愔提醒他说：“你从前在元子思坊任职，骑着一只短尾巴母驴，在路上遇到我也不下来，用一块黄帕遮住面，假装没看见就走过去，我怎么不认识你鲁漫汉呢！”鲁漫汉一听大吃一惊，心中叹服。